# タイラギ
タイラギ（玉珧、Atrina pectinata）は、イガイ目ハボウキガイ科に属する二枚貝の一種である。内湾の砂泥底に生息する大型の二枚貝で、重要な食用種である。標準和名のタイラギは「平貝（たいらがい）」が転訛したものであり、マスコミなどで「タイラギ貝」と表記されることがある。季語、三冬。

## 分類
日本に生息するタイラギには、殻の表面に細かい鱗片状突起のある型（有鱗型）と、鱗片状突起がなくて殻の表面の平滑な型（無鱗型）の2型が存在する。これら二型は生息環境の相違による同一種内の形態変異とみられていたが、アイソザイム分析によって遺伝学的に調べた結果、有鱗型と無鱗型は別種であることが判明した。さらに、これら二型間の雑種も自然界にかなり普通に（10%以上）存在することも明らかとなった。雑種は有鱗型と無鱗型の中間的な形態を示し、そのためにあたかも有鱗型から無鱗型への連続した形態変異のように見え、それが両者が同一視されていたひとつの理由である。
タイラギは、無鱗型が Atrina pectinata japonica (Reeve)、有鱗型が A. pectinata lischkeana (Clessin) として亜種の扱いをされることがあるが、これら2型が別種であるのは明らかであり、亜種としての扱いは不適当である。今後、これらの原種である A. pectinata Linnaeus やその他のシノニムの模式標本を調べた上で学名の再整理を行なう必要がある。タイラギの学名についてはこのように今後の研究を待たねばならないので、本項では最も古い学名である Atrina pectinata を暫定的に使用する。
和名に関して、日本の多くの地域において両型の相対的な資源量は有鱗型の方がかなり卓越しており、一般的に知られるタイラギは有鱗型である場合が多い。そこで、有鱗型には一般名である「タイラギ」、無鱗型には兵庫県、岡山県、香川県、山口県、大分県、佐賀県などで共通した「ズベ」という呼称から「ズベタイラギ」という種名が提唱された。

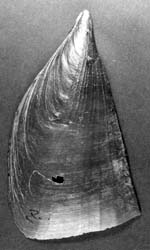
無鱗型（ズベタイラギ）
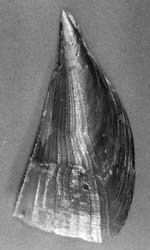
有鱗型と無鱗型の雑種

### 近縁種
ハボウキガイ Pinna bicolor Gmelin, 1791
タイラギに似ているが殻は細長い。砂底に刺さって生活し、貝殻の半分くらいが砂底の上に出ている。タイラギと同じく閉殻筋を食用にするが、閉殻筋が小さい。また外套膜も肉付きが薄く、強いて食用にはしない。

### 別名
エボウシガイ（烏帽子貝）、タイラガイ（平貝）、テエラゲエ、ババトリ（関西地方）、バチガイ（北海道）、ハシラ、タチガイ、タテガイなど。「ババトリ」は、糞便をすくい取るのにタイラギの大きな貝殻を使っていたことに由来する。
中華料理では、「江珧」（ジアンヤオ、jiāngyáo）という標準名よりも、「帯子」（ダイズ、dàizi）と呼ばれる事が多い。中国の地方名に「割猪刀」、「殺猪刀」、「割紙刀」（広東）があり、貝殻の形がブタを屠殺する時や紙を切る刃物に似ることによる。他に「大海紅」、「海鍁」（遼寧）、「海蚌」（浙江）などの地方名もある。

## 分布
日本では房総半島以南に分布し、内湾の10m未満からおよそ50m程度の深度に生息する。特に東京湾、伊勢湾、三河湾、瀬戸内海（播磨灘、大阪湾、備讃瀬戸、備後灘、周防灘、伊予灘）、有明海などが主要な生息地である。現在の主要産地としては、三河湾、播磨灘、備讃瀬戸、伊予灘である。海外では、西太平洋からベンガル湾にかけて分布するとされるが、日本での2型のような同胞種が多く存在する可能性がある。
タイラギは朝鮮半島と中国でも水産上の重要種である。韓国でも有鱗型と無鱗型の2型が生息している。また中国では、形態的、遺伝的に区別される4型が存在するとされ、分類学的整理が望まれる。

## 形態
殻長30cm以上、殻高20cm以上に達する大型種である。殻は殻頂がとがった三角形で、殻の内面にはかすかな真珠光沢がある。殻の外面には弱い放射肋があり、有鱗型では肋上に細かい鱗片状突起が並ぶ。殻は薄質で壊れやすい。
殻が大きいだけに軟体部も大きい。2つの閉殻筋（貝柱）のうち前閉殻筋は殻頂付近にあり小さい。後閉殻筋は殻の中央部にあり、大型個体では直径5cm以上に達する。外套膜（ヒモ）はクリーム色から橙色をしており、長くて分厚い。足は細くて小さい。

### 生態
貝殻のとがった方（殻頂）を下にし、海底に刺さるようにして生息する。さらに足の付近から、緑褐色で長さ10-20cmほどの、絹糸のような足糸をたくさん出して砂粒や小石を付着させて体を固定する。砂泥の上には殻の後端部がわずかに顔を出すのみである。有鱗型（タイラギ）は州や沿岸域などの浅海部の主に砂質に多く、それに対して無鱗型（ズベタイラギ）はやや深い海域の主に泥質に生息する。
産卵期は夏で、産み出された卵は海中に放出され、同じく放出された精子と受精する。孵化した幼生はしばらく海中を漂いながら成長し、やがて着底する。成長は早く、2年後には殻長が20cmを超える。
有明海では1990年代まで、ヘルメット潜水によって潜水し、鎌のような漁具（手かぎ）を使って砂泥底のタイラギを次々とひっかけるという漁が行われていた。漁獲されたタイラギは食用として福岡市をはじめ、全国に出荷されていたが、近年はほとんど漁獲されなくなった。特に諫早湾沿岸域では1993年から休漁が続いており、諫早湾干拓事業との関連を指摘する声も多い。また、有明海の漁業者の中でも水温の上昇によって、越夏できないとも言われている。
播磨灘のある明石市ではフーカー潜水によって潜水し貝を獲っている。

他の産地ではさらに早い時期に個体群の崩壊が起きていることが多く、今日では健全な個体群は、三河湾、播磨灘、備讃瀬戸、伊予灘ぐらいにしか残っていない。

## 利用
国産品および輸入品が、貝柱だけのむき身生あるいは冷凍、粕漬け、干し貝柱で流通するほか、生の殻付きでも流通する。食材として、大きな閉殻筋（いわゆる貝柱）をそのまま、もしくは薄切りにする。用途は日本では刺身、寿司種、焼き物、汁物など多様である。中国では、広東料理や潮州料理でよく使い、蒸したり炒めて食べる事が多く、塩蒸し、ニンニク蒸し、豆豉蒸し、XO醤炒め、鉄板焼きなどが主な料理となっている。韓国では「키조개」（キジョゲ）といい、刺身（フエ）、炒め物、鍋物、鉄板焼きなどの各種料理に利用される。生では柔らかくて甘いが、火を通すと歯ごたえと旨みが増す。また、外套膜（ヒモ）も生食、焼き物などで食べられる。ヒモの部分は一般には調理の際に廃棄されてしまう場合が多いが、バター焼きなどにするとコリコリとした食感で美味である。

### 食中毒
腸炎ビブリオによる食中毒が時折報告される。また、底生性渦鞭毛藻類の一種が原因と考えられるピンナトキシンによる貝毒（神経毒）中毒の可能性を示唆する報告がある。

## 価格
高度成長期、バブル期などまでは、築地市場で1個1,500円を超す高値を付けられていた。これが赤坂や築地、銀座の料亭に行くと6,000～7,000円という高値で提供されていた。また、選挙のある年や衆議院解散前になると、料亭での需要が増すために一気に値が跳ね上がった。次第に韓国産の廉価なタイラギや、ホタテガイの養殖品が大量に出回ると、徐々に値を下げていき、今では高値で1kgで6,000円くらいである。

## 引用文献・脚注
1. ↑  南方熊楠．1994．十二支考（下）．岩波書店，東京，405 pp．
2. ↑   日本経済新聞
3. ↑  四国新聞
4. ↑  奥谷喬司．1994．タイラギ Atrina (Servatrina) pectinata，奥谷喬司編：水産無脊椎動物II，有用・有害種各論．新水産学全集6，恒星社厚生閣，東京，pp 120-121.
5. 1 2 3  横川浩治．1996．タイラギ2型の遺伝的分化．Venus（日本貝類学会誌），55(1)：25-39．
6. ↑  波部忠重．1977．日本産軟体動物分類学，二枚貝綱 / 掘足綱．北隆館，東京，xiii＋ 372 pp．
7. ↑  柳 鐘生．1976．原色韓國貝類圖鑑．一志社，ソウル，196 pp．
8. ↑  Yu, X., Y. Mao, M. Wang, L. Zhou and J. Gui. 2004. Genetic heterogeneity analysis and RAPD marker detection among four forms of Atrina pectinata Linnaeus. Journal of Shellfisheries Research
9. ↑  大阪府下で発生したタイラギの貝柱が原因と考えられる腸炎ビブリオ食中毒 国立感染症研究所
10. ↑  名古屋大学 上村グループ−研究概要-

## 参考資料
- 海游舎「有明海の生きものたち」佐藤正典編 ISBN 4-905930-05-7